# Coupe Banque Nationale 2017
Coupe Banque Nationale 2017, oficiálním sponzorským názvem Coupe Banque Nationale présentée par Mazda 2017, byl tenisový turnaj pořádaný jako součást ženského okruhu WTA Tour, který se hraje na krytých dvorcích s kobercem v halovém komplexu PEPS de l'Université Laval. Probíhal mezi 11. až 17. zářím 2017 v kanadském Québecu jako dvacátý pátý ročník turnaje.
Turnaj s rozpočtem 250 000 dolarů patřil do kategorie WTA International Tournaments. Nejvýše nasazenou hráčkou ve dvouhře se stala světová třicet sedmička Lucie Šafářová z České republiky, jež v semifinále prohrála, rovněž jako v budapešťském finále, s Tímeou Babosovou. Jako poslední přímá účastnice do dvouhry nastoupila 217. hráčka žebříčku Grace Minová ze Spojených států.
Premiérový titul na okruhu WTA Tour vybojovala 23letá Belgičanka Alison Van Uytvancková. Druhou společnou trofej  získal nejvýše nasazený maďarsko-český pár Tímea Babosová a Andrea Hlaváčková, která obhájila trofej z předchozího ročníku.

## Distribuce bodů a finančních odměn

### Distribuce bodů
| Soutěž  | vítězky | finalistky | semifinalistky | čtvrtfinalistky | 16 v kole | 32 v kole | Q  | Q3 | Q2 | Q1 |
| ------- | ------- | ---------- | -------------- | --------------- | --------- | --------- | -- | -- | -- | -- |
| dvouhra | 280     | 180        | 110            | 60              | 30        | 1         | 18 | 14 | 10 | 1  |
| čtyřhra | 280     | 180        | 110            | 60              | 1         | —         | —  | —  | —  | —  |

### Finanční odměny
| Soutěž  | vítězky | finalistky | semifinalistky | čtvrtfinalistky | 16 v kole | 32 v kole | Q2     | Q1   |
| ------- | ------- | ---------- | -------------- | --------------- | --------- | --------- | ------ | ---- |
| dvouhra | $43 000 | $21 400    | $11 500        | $6 175          | $3 400    | $2 100    | $1 020 | $600 |
| čtyřhra | $12 300 | $6 400     | $3 435         | $1 820          | $960      | —         | —      | —    |

## Ženská dvouhra

### Nasazení
| Stát                          | Hráčka                 | WTA  | Nasazení |
| ----------------------------- | ---------------------- | ---- | -------- |
| Česko                         | Lucie Šafářová         | 37.  | 1.       |
| Francie                       | Océane Dodinová        | 48.  | 2.       |
| Maďarsko                      | Tímea Babosová         | 59.  | 3.       |
| Německo                       | Tatjana Mariová        | 61.  | 4.       |
| USA                           | Varvara Lepčenková     | 64.  | 5.       |
| USA                           | Jennifer Bradyová      | 91.  | 6.       |
| Belgie                        | Alison Van Uytvancková | 97.  | 7.       |
| Švýcarsko                     | Viktorija Golubicová   | 104. | 8.       |
| Žebříček WTA k 28. srpnu 2017 |                        |      |          |

### Jiné formy účasti
Následující hráčky obdržely divokou kartu do hlavní soutěže:
- Destanee Aiavová[6]
- Aleksandra Wozniaková
- Carol Zhao

Následující hráčky si zajistily postup do hlavní soutěže v důsledku žebříčkové ochrany:
- Jessica Pegulaová
- Anna Tatišviliová

Následující hráčky si zajistily postup do hlavní soutěže v kvalifikaci:
- Gabriela Dabrowská
- Caroline Dolehideová
- Andrea Hlaváčková
- Alla Kudrjavcevová
- Charlotte Robillardová-Milletteová
- Fanny Stollárová

### Odhlášení
před zahájením turnaje
- Ana Bogdanová → nahradila ji  Sofia Keninová
- Julia Boserupová → nahradila ji  Jamie Loebová
- Eugenie Bouchardová[7] →replaced by  Marina Erakovicová
- Kayla Dayová → nahradila ji  Lucie Hradecká
- Camila Giorgiová → nahradila ji  Grace Minová
- Patricia Maria Țigová → nahradila ji  Sachia Vickeryová
- Heather Watsonová → nahradila ji  Asia Muhammadová

v průběhu turnaje
- Océane Dodinová (závrať)

## Ženská čtyřhra

### Nasazení
| Stát                                                                      | Hráčka          | Stát  | Hráčka             | WTA  | Nasazení |
| ------------------------------------------------------------------------- | --------------- | ----- | ------------------ | ---- | -------- |
| Maďarsko                                                                  | Tímea Babosová  | Česko | Andrea Hlaváčková  | 25.  | 1.       |
| Česko                                                                     | Lucie Hradecká  | Česko | Barbora Krejčíková | 66.  | 2.       |
| Švýcarsko                                                                 | Xenia Knollová  | Rusko | Alla Kudrjavcevová | 138. | 3.       |
| Spojené království                                                        | Naomi Broadyová | USA   | Asia Muhammadová   | 140. | 4.       |
| Žebříček WTA k 28. srpnu 2017; číslo je součtem umístění obou členek páru |                 |       |                    |      |          |

### Jiné formy účasti
Následující páry obdržely divokou kartu do hlavní soutěže:
- Bianca Andreescuová /  Carson Branstineová
- Jessica Pegulaová /  Charlotte Robillardová-Milletteová

Následující pár nastoupil z pozice náhradníka:
- Usue Maitane Arconadová /  Caroline Dolehideová

### Odhlášení
před zahájením turnaje
- Jessica Pegulaová

## Přehled finále

### Ženská dvouhra
- Alison Van Uytvancková  vs.  Tímea Babosová, 5–7, 6–4, 6–1

### Ženská čtyřhra
- Tímea Babosová /  Andrea Hlaváčková vs.  Bianca Andreescuová /  Carson Branstineová, 6–3, 6–1